# Ibwatu
Ibwatu eller munkoyo är en populär dryck på landsbygden i Zambia. Det är en milt jäst dryck gjord av bultade rötter blandade med bitar av majs. Blandningen kan drickas omedelbart efter att den har gjorts eller tillåt att jäsas i flera dagar. Det kallas ofta "söt öl" av Zambianer. Det finns också i centrala afrikanska länder som Kongo där det används som en drink i traditionella ceremonier samt en vanlig dryck. 